# Anaphylatoxine
Les anaphylatoxines sont des produits des réactions biochimiques du système du complément.

## Généralités
Les anaphylatoxines sont des fragments produits dans le cadre de l'activation du système du complément. Les composants du complément C3, C4 et C5 sont de grandes glycoprotéines qui ont des fonctions importantes dans la réponse immunitaire et la défense de l'hôte.
Ils ont une grande variété d'activités biologiques et sont activés protéolytiquement par clivage à un site spécifique, formant des fragments A et B.
Les fragments A forment des domaines structurels distincts d'environ 76 acides aminés, codés par un seul exon dans le gène de la protéine du complément. Les composants C3a, C4a et C5a sont appelés anaphylatoxines,: ils provoquent une contraction des muscles lisses, une vasodilatation, une libération d'histamine par les mastocytes et une perméabilité vasculaire améliorée. Ils interviennent également dans la chimiotaxie, l'inflammation et la génération de radicaux oxygénés cytotoxiques. Les protéines sont hautement hydrophiles, avec une structure principalement en hélice alpha maintenue ensemble par trois ponts disulfure.

## Terminologie
Bien que certains médicaments (morphine, codéine, ACTH synthétique) et certains neurotransmetteurs (norépinéphrine, substance P) soient d'importants médiateurs de la dégranulation des mastocytes ou des basophiles, ils ne sont généralement pas appelés anaphylatoxines. Ce terme est réservé uniquement aux fragments du système du complément.

## Fonction
Les anaphylatoxines sont capables de déclencher la dégranulation (libération de substances) des cellules endothéliales, des mastocytes ou des phagocytes, qui produisent une réponse inflammatoire locale. Si la dégranulation est généralisée, elle peut provoquer un syndrome de type choc similaire à celui d'une réaction allergique.
Les anaphylatoxines médient indirectement :
- la contraction des cellules musculaires lisses, par exemple bronchospasmes
- l'augmentation de la perméabilité des capillaires sanguins
- C5a médie indirectement la chimiotaxie — mouvement des leucocytes médié par les récepteurs dans le sens de la concentration croissante d'anaphylatoxines

## Exemples
Anaphylatoxines importantes :
- C5a a l'activité biologique spécifique la plus élevée et est capable d'agir directement sur les neutrophiles et les monocytes pour accélérer la phagocytose des agents pathogènes.
- C3a travaille avec C5a pour activer les mastocytes, recruter des anticorps, du complément et des cellules phagocytaires et augmenter le liquide dans les tissus, ce qui contribue à l'initiation de la réponse immunitaire adaptative .
- Le C4a est l'anaphylatoxine la moins active.

## Voir également
- Allergie
- Inflammation
- Système immunitaire

## Sources et références
1. ↑  « Biochemistry and biology of anaphylatoxins », Complement, vol. 3, no 3,‎ 1986, p. 111–27 (PMID 3542363, DOI 10.1159/000467889)
2. ↑  « Primary structure of cobra complement component C3 », Journal of Immunology, vol. 149, no 11,‎ décembre 1992, p. 3554–62 (PMID 1431125)
3. 1 2  « Sequence of the gene for murine complement component C4 », The Journal of Biological Chemistry, vol. 264, no 28,‎ octobre 1989, p. 16565–72 (PMID 2777798)
4. 1 2 3 4  « C5a fragment of bovine complement. Purification, bioassays, amino-acid sequence and other structural studies », European Journal of Biochemistry, vol. 155, no 1,‎ février 1986, p. 77–86 (PMID 3081348, DOI 10.1111/j.1432-1033.1986.tb09460.x)